# Sigyn

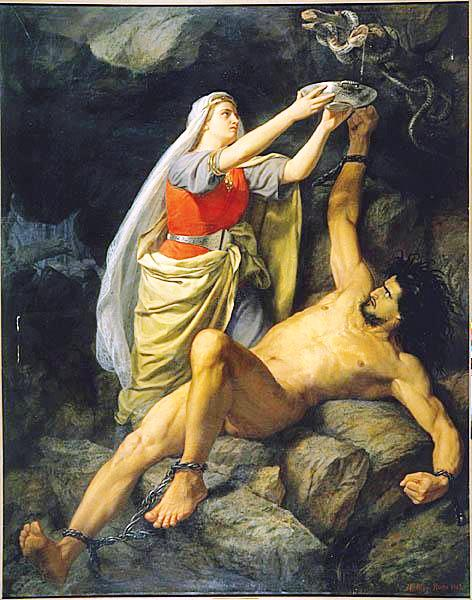
Mårten Eskil Winge, Loki e Sigyn (1863).

Sigyn ("amica della vittoria" in norreno) è una divinità femminile della mitologia norrena, che compare nella Edda di Snorri come moglie di Loki.

## Caratteristiche
L'unico mito associato alla figura di Sigyn è il castigo di Loki, anch'egli una divinità del pantheon norreno incatenato e torturato dagli dei per l'uccisione di Baldr, dove appare come la moglie fedele che rimane al suo fianco a lenire le sofferenze del marito.
La stessa etimologia del nome (sigr, "vittoria", e vina, "amica") rimanda alla fedeltà nei confronti del marito.

## Sigyn nella leggenda
Sigyn viene citata sia nellʾEdda poetica che nellʾEdda in prosa, entrambe scritte nel XIII secolo ma risalenti a tradizioni orali più antiche.

### Edda poetica

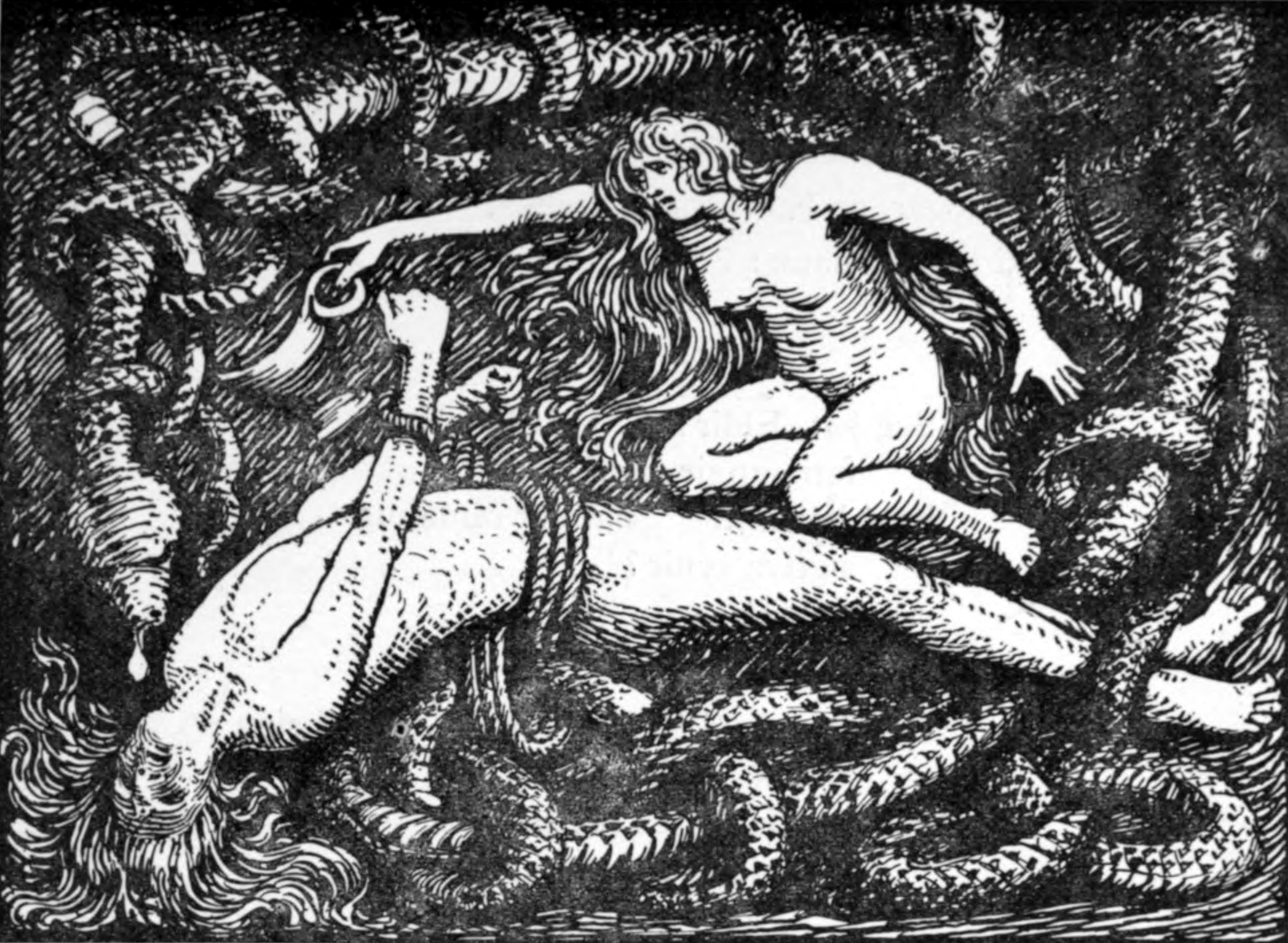
Loki legato, illustrazione di W.G. Collingwood (1908).

Nell'Edda poetica ci sono pochi riferimenti alla figura di Sigyn. Nella stanza 35 del racconto Vǫluspá ("La profezia della veggente"), una vǫlva rivela ad Odino di vedere Sigyn seduta infelice con suo marito Loki, legato sotto un "boschetto delle sorgenti calde":
(Edda poetica, Vǫluspá, st. 35)
Sigyn è menzionata una seconda e ultima volta al termine del poema Lokasenna ("Le invettive di Loki"). Loki è stato legato dagli dei con le interiora di suo figlio Narfi, mentre l'altro figlio Váli è stato trasformato in lupo e la dea Skaði intreccia un serpente al di sopra della faccia di Loki, su cui ne gocciola il veleno. Sigyn è daccapo nominata come moglie di Loki mentre raccoglie il veleno in una coppa; tuttavia, quando il contenitore si riempie, nell'atto di svuotarlo, lei sposta la coppa lasciando cadere il veleno sul capo di Loki il quale, contorcendosi per il dolore, provoca terremoti che scuotono il mondo intero.
(Edda poetica, Lokasenna, prosa finale)

### Edda in prosa
Sigyn è menzionata più spesso nell'Edda in prosa, nei libri Gylfaginning e Skáldskaparmál, dove in diversi kenningar vengono evidenziati gli attributi divini.
Nel capitolo 33 del Gylfaginning Sigyn è introdotta come moglie di Loki a cui ha dato un figlio di nome "Nari" o "Narfi"
(Edda in prosa, Gylfaginning, cap. 33)
Nel capitolo 50 si fa riferimento al castigo di Loki, ma gli eventi vengono descritti in maniera differente rispetto all'Edda poetica. In questo caso gli dei hanno catturato Loki e i suoi due figli, Váli e Nari (o Narfi), quest'ultimo figlio anche di Sigyn. Váli viene mutato in un lupo che sbrana il fratello Nari (o Narfi) le cui budella, trasformate in acciaio, vengono usate per legare Loki a tre rocce; dopodiché la dea Skaði pone un serpente al di sopra del capo di Loki. Sigyn gli sta vicino e raccoglie il veleno in una bacinella ma, nell'atto di svuotarla quando si riempie, lascia cadere il veleno su Loki che si scuote così violentemente da provocare terremoti. Le sequenza si ripete fino ai Ragnarǫk, quando Loki verrà liberato.
(Edda in prosa, Gylfaginning, cap. 50)
Sigyn è annoverata tra le divinità (ásynja) nel libro Skáldskaparmál, quando gli dei tengono un banchetto per la visita di Ægir:
(Edda in prosa, Skáldskaparmál, cap. 3)
Sempre nello Skáldskaparmál, Sigyn è menzionata in alcuni kenningar per Loki:
(Edda in prosa, Skáldskaparmál, cap. 23)

### Haustlöng

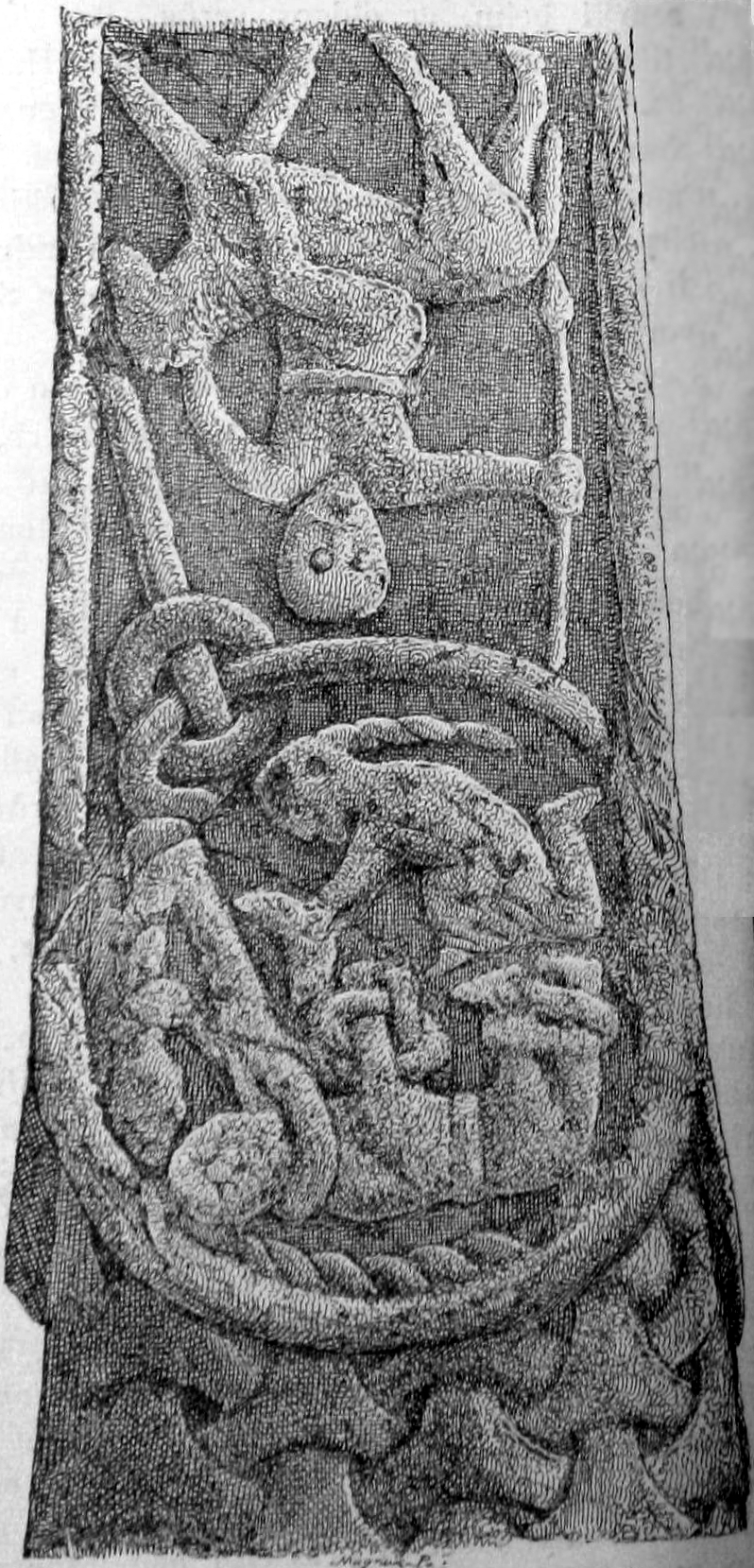
Un particolare della croce di Gosforth raffigurante la vicenda di Loki e Sigyn.

Nel poema scaldico Haustlöng del IX secolo attribuito a Þjóðólfr da Hvinir esiste un riferimento a Sygin che testimonia l'antichità del mito. Nella 7ª strofa Loki viene definito come il "fardello di Sigyn":
(Haustlöng, str. 7)

## Testimonianze archeologiche ed interpretazioni
La croce di Gosforth nel Cumbria, in Inghilterra, risalente al X secolo, raffigura alcune scene di carattere mitologico. Nella parte inferiore del suo lato occidentale, vi è una figura femminile dai capelli lunghi inginocchiata e con un oggetto nelle mani, posta al di sopra di un'altra figura prostrata ed incatenata. Al di sopra della scena vi è un serpente intrecciato. La scena è stata interpretata come la vicenda di Sigyn che accudisce Loki incatenato.
Il ritrovamento della croce, assieme alla citazione nell'Haustlöng, entrambi più antichi dell'opera di Snorri, fanno pensare che la figura di Sigyn fosse già presente nel paganesimo germanico antecedente alla mitologia norrena, sebbene il nome Sigyn fosse comune tra le fonti in norreno antico.

## Influenza culturale

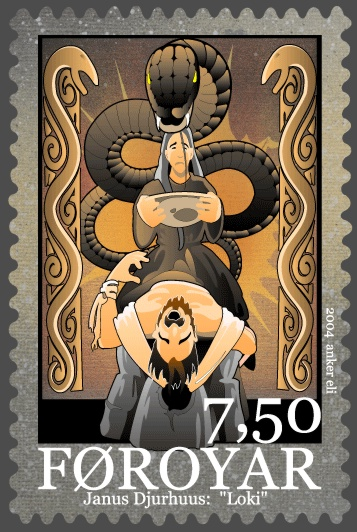
Loki e Sigyn in un francobollo faroese.

Il poeta faroese Janus Djurhuus (1881-1948) ha scritto una poesia intitolata Loki, facente parte del libro Yrkingar (1914), in cui narra della punizione di Loki e di Sigyn. La poesia è stata omaggiata con l'emissione di alcuni francobolli faroesi nel 2004, parte di una serie incentrata sulle opere poetiche dell'autore.
Durante il romanticismo europeo la figura di Sigyn ha ispirato diversi pittori e illustratori dell'Europa settentrionale, tra cui gli svedesi Mårten Eskil Winge e Nils Blommér, il norvegese Oscar Wergeland, il danese Christoffer Wilhelm Eckersberg, l'inglese Arthur Rackham, i tedeschi Ludwig Pietsch, Karl Ehrenberg e Johannes Gehrts.
Molti libri per bambini sono stati dedicati al mito di Sigyn, la moglie di Loki, come le Northern Legends di M. Dorothy Belgrave e Hilda Hart del 1920.
Lo scultore svedese Nils Möllerberg ha realizzato diverse statue raffiguranti Sigyn.
Nella cultura moderna la figura di Sigyn è stata reinterpretata nell'omonimo personaggio dei fumetti Marvel Comics, apparso per la prima volta nel 1978. Inoltre Sigyn dà il nome al ghiacciaio Sigyn, situato in Antartide, a due varietà norvegesi di grano invernale, Sigyn I e Sigyn II, ad un campo petrolifero nel mare del Nord norvegese, ed alla nave svedese MS Sigyn, usata per il trasporto di combustibile nucleare esausto, in analogia al personaggio mitologico che reggeva una coppa contenente veleno.

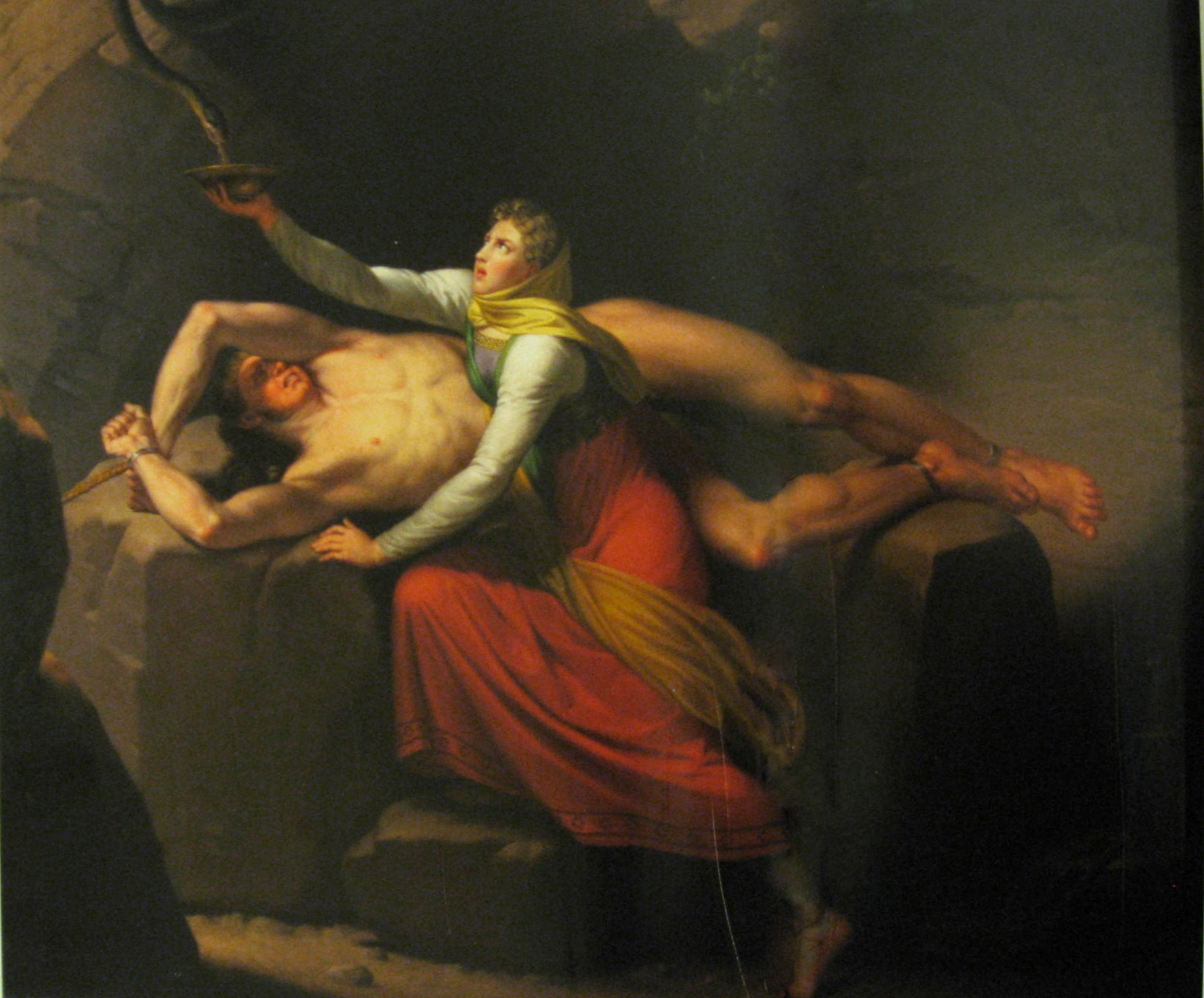
Christoffer Wilhelm Eckersberg, Loki e Sigyn (1810).
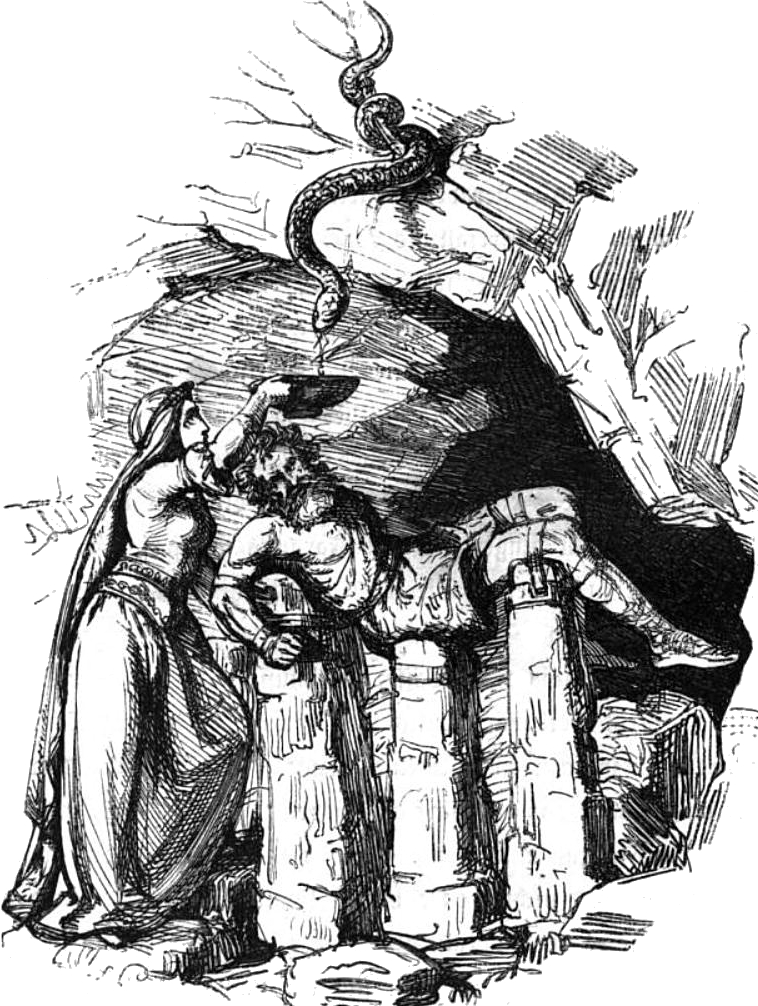
Ludwig Pietsch, tratto dal Die nordischen Göttersagen (1865).
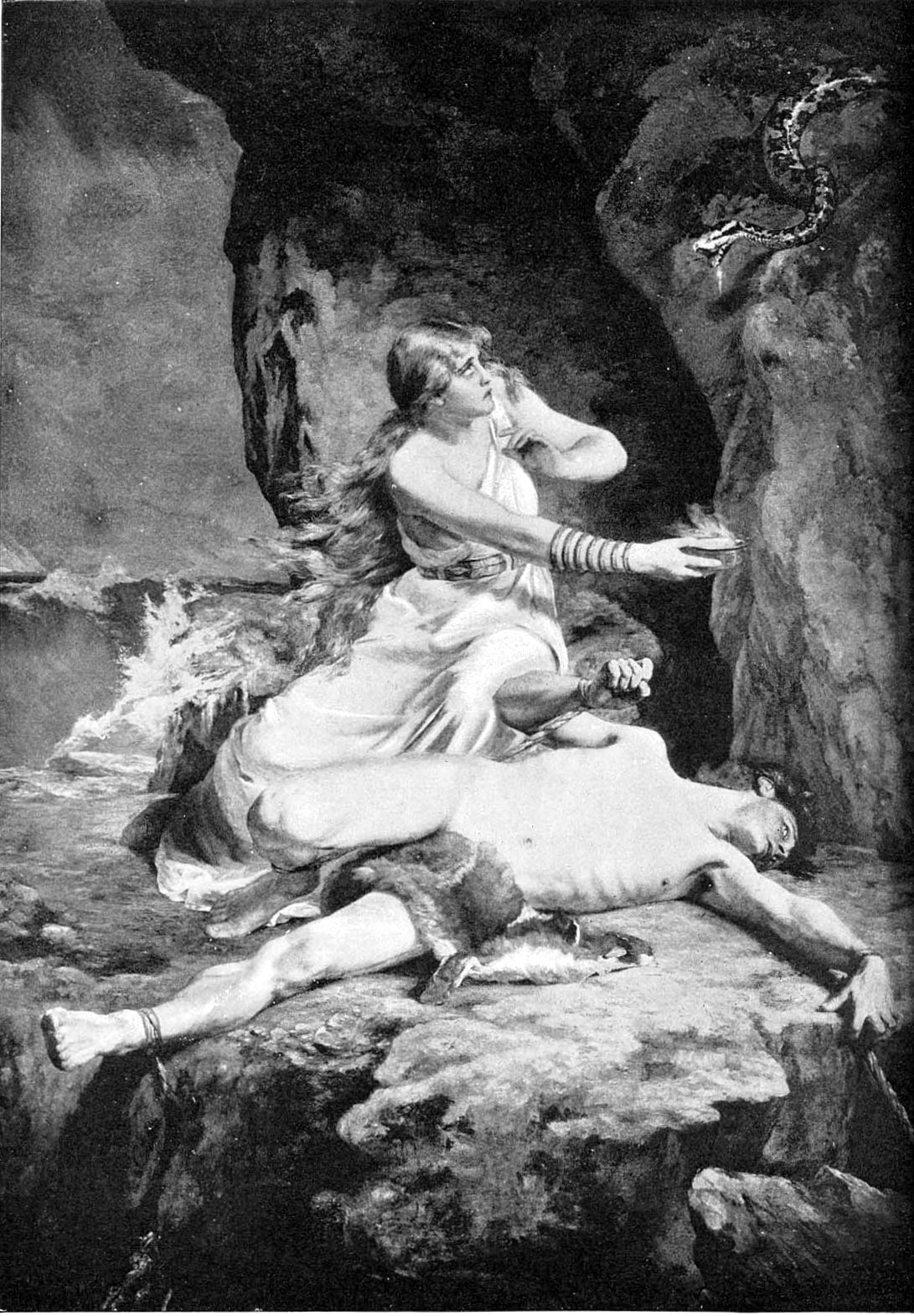
Karl Franz Eduard von Gebhardt, Loki e Sigyn (1892).
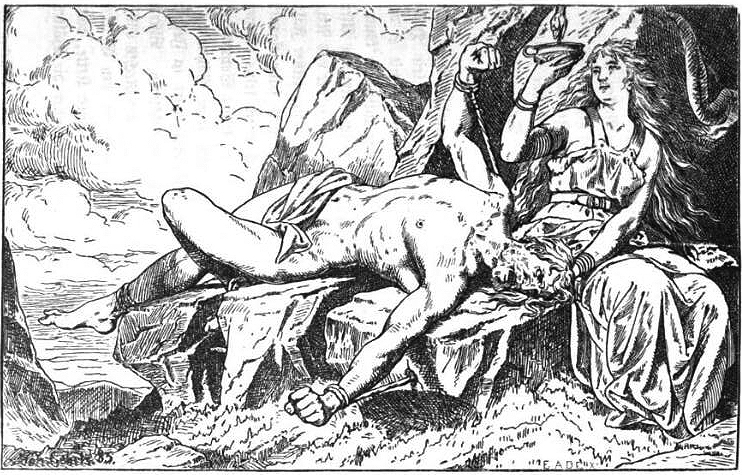
Johannes Gehrts, Loki e Sigyn (1901).
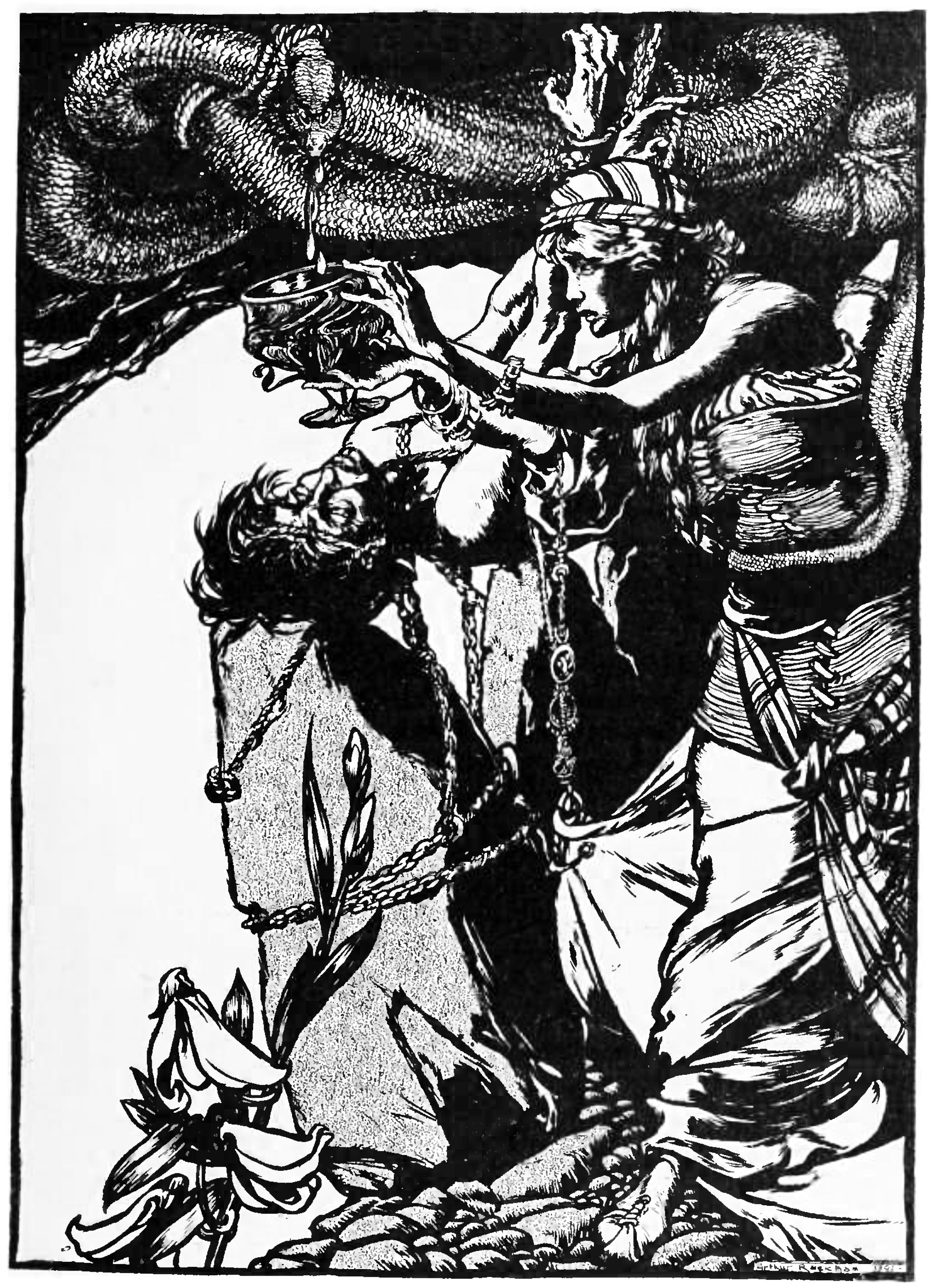
Arthur Rackham, Held a cup to catch the venomous drops (1901).

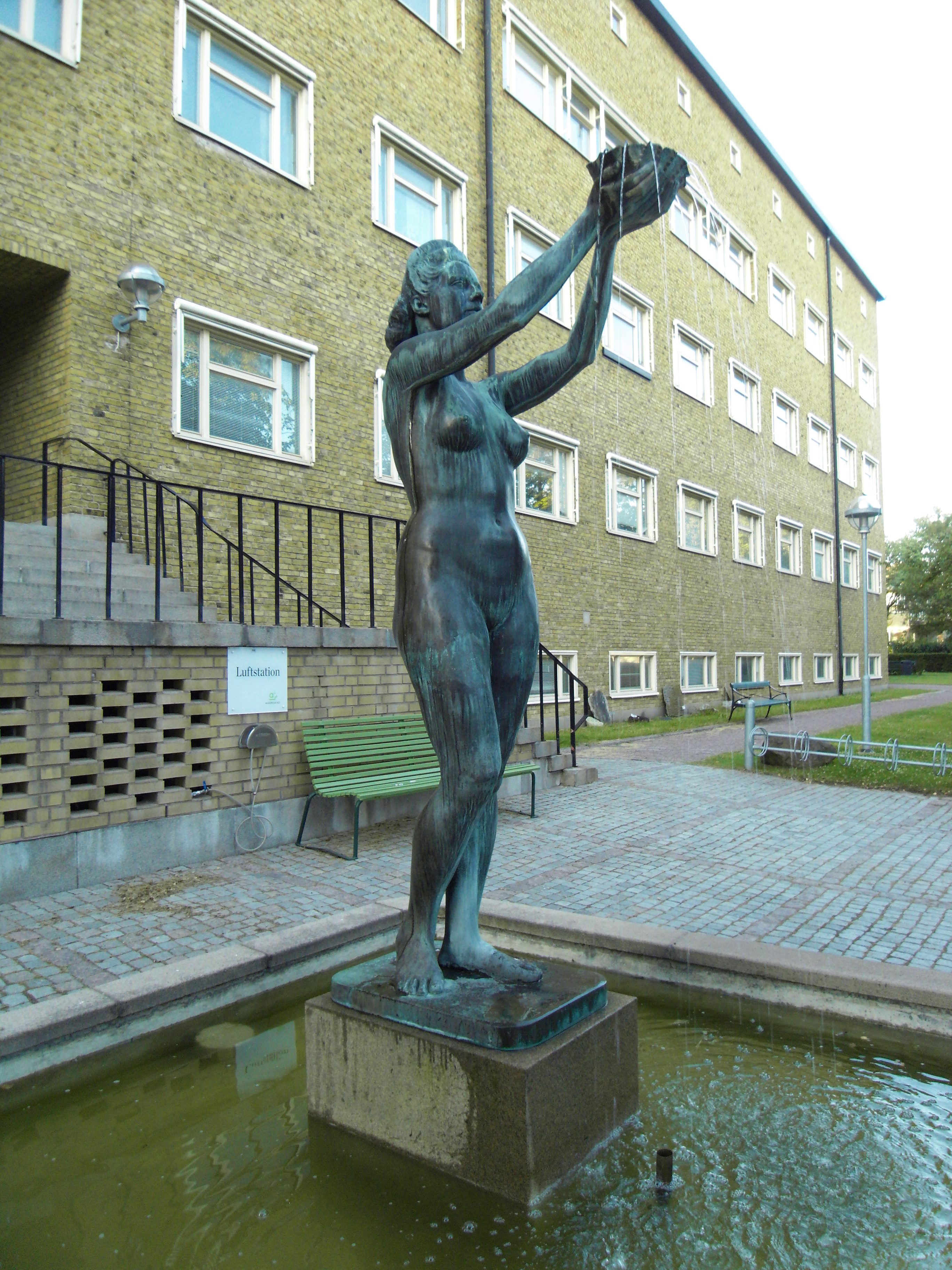
Nils Möllerberg, statua a Lund (Svezia).
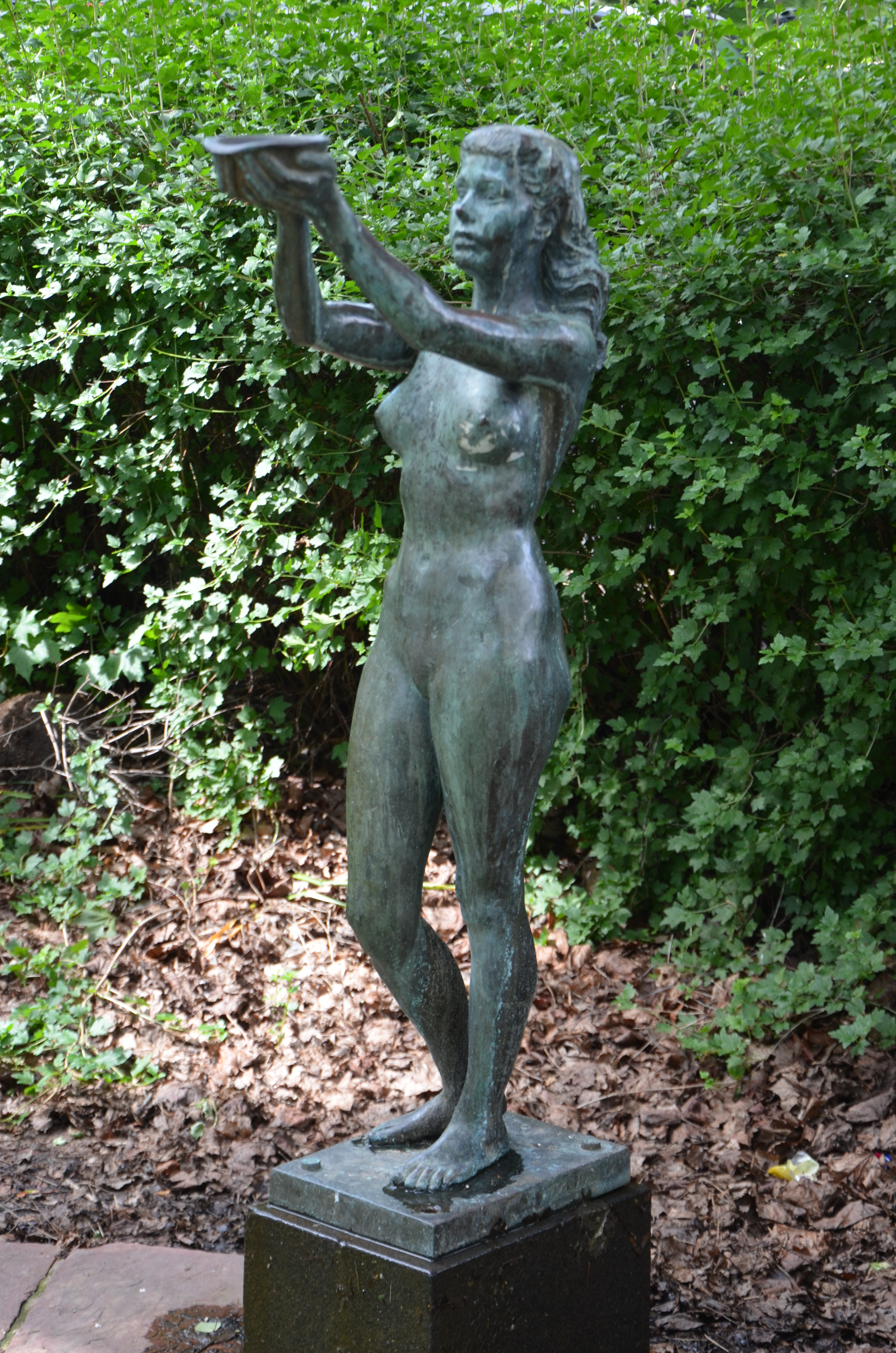
Nils Möllerberg, statua a Västertorp (Stoccolma).